# 茹爾賓齊 (卡扎京區)
49°39′11″N 28°57′25″E / 49.65306°N 28.95694°E
茹爾賓齊（烏克蘭語：Журбинці）是位於烏克蘭西南部文尼察州裏赫米利尼克區的村莊，始建於1741年，面積4.27平方公里，海拔高度264米，2001年人口705，人口密度每平方公里165.11人。